# Tigridia seleriana
Tigridia seleriana är en irisväxtart som först beskrevs av Ludwig Eduard Loesener, och fick sitt nu gällande namn av Pierfelice Ravenna. Tigridia seleriana ingår i släktet Tigridia och familjen irisväxter. Inga underarter finns listade i Catalogue of Life.